# Lazarus Takawira
Lazarus Takawira (1952-2021) fue un escultor zimbabuense, hermano menor de los escultores John y Bernard Takawira.

## Datos biográficos
Takawira nació en 1952, en el distrito de Nyanga, en el este de Zimbabue, siendo el más joven de los tres hermanos escultores (John, Bernard y Lazarus). Su madre, Mai, encargada de la educación de sus hijos, era alfarera y les enseñó a través de cuentos, los mitos de la etnia Shona.
Sus esculturas están centradas casi exclusivamente en el retrato de la mujer, como fuente de toda vida, de toda belleza, y de toda alegría para el hombre.
Sus esculturas están presentes en la Galería Nacional de Zimbabue, en Harare, el Parque de Esculturas Chapungu, el Museo Rodin de París, el Banco Mundial en Nueva York, el Museo de África en Bélgica y el Museo de Bombay, India.
Durante la Exposición del Patrimonio de Zimbabue de los Juegos de la Mancomunidad de 1990, conoció a la reina Isabel II de Inglaterra, cuyo heredero, el príncipe Carlos, conserva algunas obras de sus esculturas.
Falleció por el COVID-19 en enero de 2021.